# 宮島礼吏
宮島 礼吏（みやじま れいじ、1985年12月15日 - ）は、日本の漫画家。長野県中野市出身
。代表作に「AKB49〜恋愛禁止条例〜」「彼女、お借りします」がある。代々木アニメーション学院卒業。

## 略歴
- 2005年（平成17年） - 「サッカの天才」が講談社マガジングランプリ（MGP）10月期奨励賞を受賞、「プールの仙人掌」が講談社第75回週刊少年マガジン新人漫画賞の選外佳作（現在の特別奨励賞）を受賞[5]。
- 2008年（平成20年） - 『マガジンSPECIAL』誌上にて読み切り「アイコン」を掲載し、デビュー[5]。
- 2009年（平成21年） - 『週刊少年マガジン』誌上にて「鈴木の視点」を短期連載。
- 2010年（平成22年） - 『週刊少年マガジン』誌上にて「AKB49〜恋愛禁止条例〜」を2016年まで連載[6][7]。
- 2017年（平成29年） - 『週刊少年マガジン』誌上にて「彼女、お借りします」を連載開始[8]、後にアニメ化[9]。7月から「22/7」のキャラクターストーリー原案作成に携わる[10]。
- 2022年（令和4年） - 初の青年誌となる『ヤングアニマル』誌上にて「紫雲寺家の子供たち」を連載開始[11]。
- 2024年（令和6年） - 表参道にて初の個展「0（ラブ）」を開催[12]。

## 作品リスト

### 漫画作品

#### 連載
- 鈴木の視点（原作：原田重光、『週刊少年マガジン』2009年4・5合併号 - 9号） - 単行本未刊。
- AKB49〜恋愛禁止条例〜（原案協力：高橋ヒサシ、原作：元麻布ファクトリー、『週刊少年マガジン』2010年39号[6] - 2016年8号[7]）
- -江戸忍稼業- もののて（『週刊少年マガジン』2016年37・38合併号[13] - 2017年2・3合併号）
- 彼女、お借りします（『週刊少年マガジン』2017年32号[8] - 連載中）
- 22/7＋α（著：葛西尚、企画協力：秋元康、『サンデーうぇぶり』2020年1月12日 - 3月29日） - ストーリー原案。
- 彼女、人見知ります（作画協力：木南ユカ、『マガジンポケット』2020年6月21日 - 連載中） - 『彼女、お借りします』のスピンオフ。
- 紫雲寺家の子供たち（作画協力：雪野れいじ、『ヤングアニマル』2022年5号[11] - 連載中）

#### 読み切り
- アイコン（『マガジンSPECIAL』2008年10月号）
- もののて 江戸奇傑忍者絵巻（『週刊少年マガジン』2015年34号[14]）

### 書籍
- 『AKB49〜恋愛禁止条例〜』、原案協力：高橋ヒサシ、原作：元麻布ファクトリー、講談社〈講談社コミックス〉2010年 - 2016年、全29巻
- 『-江戸忍稼業- もののて』、講談社〈講談社コミックス〉2016年 - 2017年、全3巻
- 『彼女、お借りします』、講談社〈講談社コミックス〉2017年 - 、既刊41巻（2025年7月16日現在）
- 『22/7＋α』、著：葛西尚、企画協力：秋元康、小学館〈サンデーうぇぶりコミックス〉2020年、全2巻
- 『彼女、人見知ります』、作画協力：木南ユカ、講談社〈講談社コミックス〉2020年 - 、既刊3巻（2022年5月17日現在）
- 『紫雲寺家の子供たち』、作画協力：雪野れいじ、白泉社〈ヤングアニマルコミックス〉2022年 - 、既刊7巻（2025年5月29日現在）

### その他
- AKB48美術館（『マガジンSPECIAL』2011年5号[15]）Not yetのイラスト掲載[15]
- 必殺仕事人〜お仕置きコレクション〜（コンピューターゲーム、2013年）描き下ろし期間限定仕事人カード「漫画家アシスタント 芹野勾玉」イラスト
- 22/7 音楽の時間（コンピューターゲーム、2020年）「ChouChou」キャラクターラフデザイン
- 22/7 計算中（バラエティ番組、2018年）キャラクターストーリー原案
- あそびあそばせ（テレビアニメ、2018年）第6話エンドカード
- 22/7（テレビアニメ、2020年）キャラクター・ネーム原案、シリーズ構成

## 師匠
- 寺嶋裕二

## アシスタント
※彼女、お借りします単行本カバー裏の外枠にアシスタントの名前が書かれている
- 三倉ゆめ
- 手前野
- 港
- 雪野れいじ
- 矢神翔
- 御池慧
- 色意しのぶ